# Kumail Nanjiani

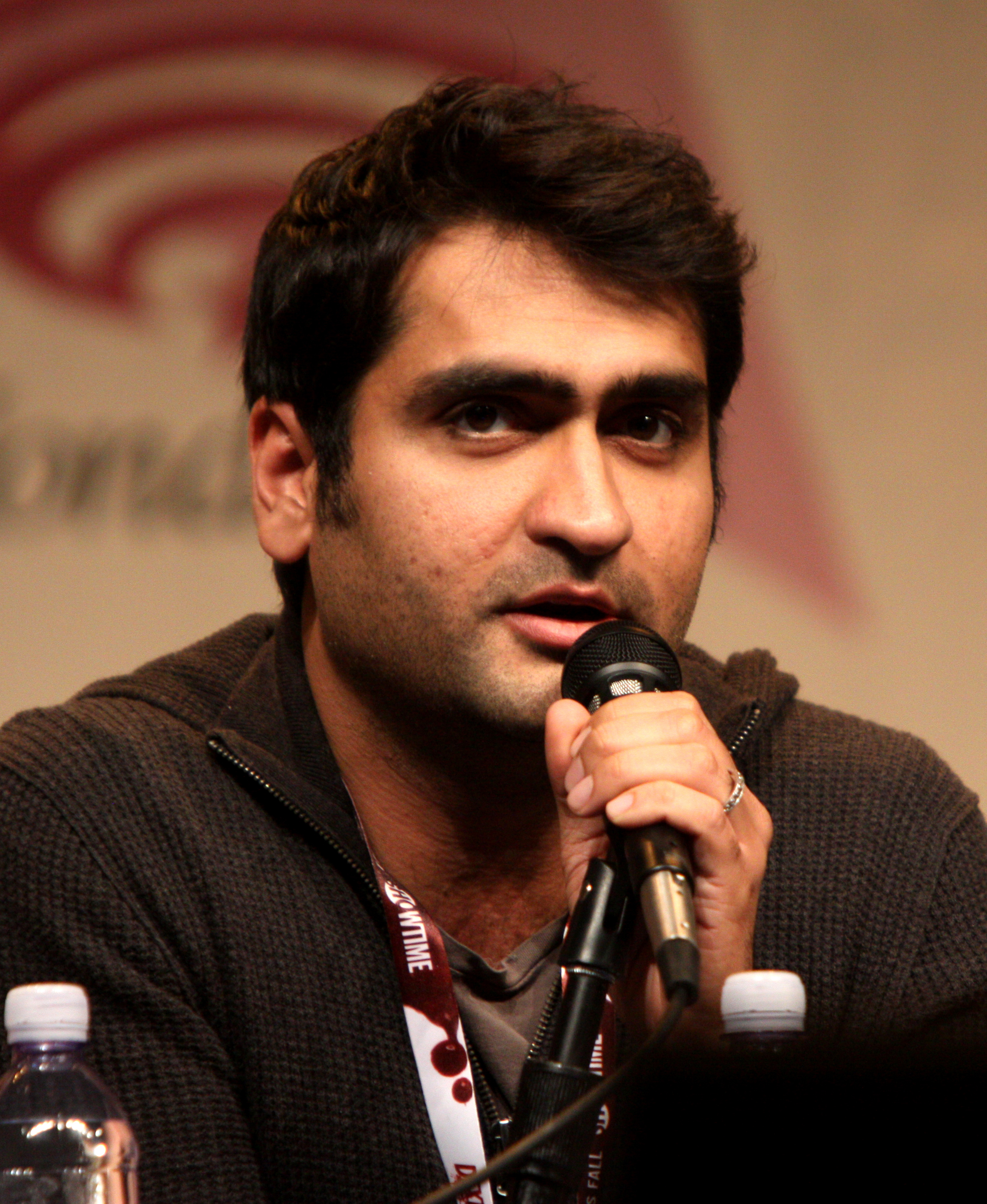
Kumail Nanjiani (2012)

Kumail Nanjiani (ur. 2 lutego 1978 w Karaczi) – pakistańsko-amerykański aktor, komik, scenarzysta oraz producent telewizyjny, nominowany do Oscara za scenariusz filmu I tak cię kocham.

## Filmografia

### Filmy
| Rok  | Tytuł                           | Rola                             | Uwagi                              |
| ---- | ------------------------------- | -------------------------------- | ---------------------------------- |
| 2010 | Och, życie                      | Simon                            |                                    |
| 2012 | Jeszcze dłuższe zaręczyny       | Pakistani Chef                   |                                    |
| 2013 | Królowie lata                   | Gary the Delivery Guy            |                                    |
| 2013 | Hell Baby                       | Cable Guy                        |                                    |
| 2013 | Bad Milo                        | Bobbi                            |                                    |
| 2014 | The Last of the Great Romantics | George the Counter Guy           |                                    |
| 2014 | Sekstaśma                       | Punit                            |                                    |
| 2015 | Loaded                          | Reza                             |                                    |
| 2015 | Jutro będzie futro 2            | Brad                             |                                    |
| 2015 | Addicted to Fresno              | Damon                            |                                    |
| 2015 | Cześć, na imię mam Doris        | Nasir                            |                                    |
| 2015 | Hell and Back                   | Dave the Demon (głos)            |                                    |
| 2015 | Gęsia skórka                    | Foreman                          |                                    |
| 2016 | Agent i pół                     | Jared the Airport Security Guard | Cameo                              |
| 2016 | Randka na weselu                | Keanu                            |                                    |
| 2016 | Niesforny szwagier              | Riggleman                        |                                    |
| 2016 | Flock of Dudes                  | Ro                               |                                    |
| 2016 | The Late Bloomer                | Rich                             |                                    |
| 2017 | I tak cię kocham                | Kumail Nanjiani                  | też scenarzysta i producent wykon. |
| 2017 | Ustawka                         | oficer Mehar                     |                                    |
| 2017 | Wielkie wydarzenie              | HR Rep Perry                     |                                    |
| 2017 | Lego Ninjago: Film              | Jay (głos)                       |                                    |
| 2018 | Duck Butter                     | Jake                             |                                    |
| 2019 | Stuber                          | Stu Prasad                       |                                    |
| 2019 | Men in Black: International     | Pawny (głos)                     |                                    |
| 2020 | Doktor Dolittle                 | Plimpton (głos)                  |                                    |
| 2020 | Gołąbeczki                      | Jibran                           | też producent wykonawczy           |
| 2021 | Eternals                        | Kingo                            |                                    |
| 2023 | Wyfrunięci                      | Mack Mallard (głos)              |                                    |
| 2024 | Destroy All Neighbors           | strażnik                         |                                    |
| 2024 | Pogromcy duchów. Imperium lodu  | Nadeem Razmaadi                  |                                    |

### Seriale (bez ról gościnnych)
| Rok       | Tytuł                         | Rola                  | Uwagi                          |
| --------- | ----------------------------- | --------------------- | ------------------------------ |
| 2009      | Michael & Michael Have Issues | Kumail                | 7 odc.                         |
| 2011      | Googy                         | Dwayne                | 6 odc.                         |
| 2011–2014 | Franklin & Bash               | Pindar Singh          | 31 odc.                        |
| 2011–2018 | Portlandia                    | różne postacie        | 13 odc.                        |
| 2012–2016 | Pora na przygodę!             | Prismo (głos)         | 7 odc.                         |
| 2013–2015 | Newsreaders                   | Amir Larussa          | 11 odc.                        |
| 2013      | Ognista miłość                | Zakir                 | 17 odc.                        |
| 2014–2019 | Dolina Krzemowa               | Dinesh                | 53 odc.                        |
| 2014      | TripTank                      | Dick Genie (głos)     | 4 odc.                         |
| 2019      | The Twilight Zone             | Samir Wassan          | odc. The Comedian              |
| 2019–2021 | Bless the Harts               | Jezus Chrystus (głos) | w gł. obsadzie                 |
| 2020      | Little America                |                       | scenarzysta i producent wykon. |
| 2022      | Obi-Wan Kenobi                | Haja Estree           | 3 odc.                         |
| 2022      | Welcome to Chippendales       | Somen Banerjee        | miniserial, 8 odc.             |